# Jobst von Bötticher
Jobst Justus von Bötticher (* 1550 in Nordhausen; † 1624 ebenda) war ein deutscher Politiker und Bürgermeister von Nordhausen.

## Leben und Wirken
Jobst von Bötticher wurde als zweiter Sohn des gräflich-hohnsteinischen Kanzlers und Reformators Peter von Boetticher (1525–1585) aus der alten Nordhäuser Familie Boetticher und dessen erster Frau, der Bürgermeistertochter Margarethe Ernst (1525–1565), geboren. Seinen zweiten Vornamen erhielt er von seinem Paten, dem Reformator und Freund Martin Luthers, Justus Jonas.
Jobst immatrikulierte sich 1571 an der Universität in Erfurt. Mit Lehnbrief der bischöflichen Kirche in Halberstadt erhielt er 1577 ein christliches Lehen in Hornburg bei Eisleben. Dies war der Lohn für die Vermittlungsleistung seines Vaters Peter, die zu dem Tauschvertrag mit Kurfürst August von Sachsen geführt hatte, durch den die Lehenshoheit über Eisleben von Halberstadt an Kursachsen kam.
Einige Jahre später zog er zurück nach Nordhausen und wohnte im Familienhaus am Kornmarkt, welches er 1599 durch Erbvertrag zugesprochen bekam. Er wurde zunächst Ratsherr und war in den Jahren 1595, 1597 und dann wieder 1603 einer der zwei Bürgermeistern (Ratsmeistern) von Nordhausen, die die Ratsversammlung leiteten, und bekleidete das Amt u. a. zusammen mit seinen Vettern Christoph Ernst (Bürgermeister 1595) und Cyriacus Ernst (Bürgermeister 1599) und mit Johann Lutterot (Bürgermeister 1597). Damals hatte Nordhausen drei Ratsregimente, die jeweils zwei Bürgermeister an der Spitze hatten und jeweils für ein Jahr regierten. Viele Namen erschienen so in den Ratsregistern der Stadt alle drei Jahre wieder, wenn auch nicht immer in derselben Ordnung.
1602 erwarb Boetticher von Wilhelm von Birckau die Rittergüter zu Neustadt und Harzungen mit 7 Hufen Land für 1300 Reichstaler.
Wie aus dem Ackerzins-Register von 1609 hervorgeht, gehörte Jobst Bötticher damit zu den sechs größten Landbesitzern Nordhausens und musste jährlich 2 Schilling Zinszahlungen leisten.
Nach seinem Tod erhielt Jobst ein Epigraph von Andreas Bachmann, dem Vater des berühmten deutschen Philosophen und Dichters Andreas Rivinus.

## Familie
Jobst von Bötticher heiratete 1575 Barbara Michael (geb. 1555), mit der er sieben Kinder hatte. Seine Tochter Catharina (geb. 1588) heiratete 1610 Valentin Lutterot (1584–1626), den Sohn seines Co-Bürgermeisters von 1597, Johann Lutterot. Sein zweiter Sohn Peter (1590–1634) heiratete die Tochter seines Vetters und Bürgermeisterkollegen aus dem Jahr 1595, Regina Ernst (1590–1637) und begründete die ältere Nordhäuser Linie der Familie Boetticher.  Sein jüngster Sohn Andreas (1601–1631) heiratete 1623 Katharina Herrschaftsmeister, ging als Theologe nach Bleicherode und wurde als Begründer der jüngeren Nordhäuser Linie u. a. Großvater des späteren Bürgermeisters von Nordhausen Johann von Bötticher.